# 50-я бомбардировочная авиационная дивизия
50-я бомбардировочная авиационная Крымская Краснознамённая дивизия (50-я бад) — авиационное соединение Военно-Воздушных сил (ВВС) Вооружённых Сил РККА бомбардировочной авиации, принимавшее участие в боевых действиях Великой Отечественной войны.

## История наименований дивизии

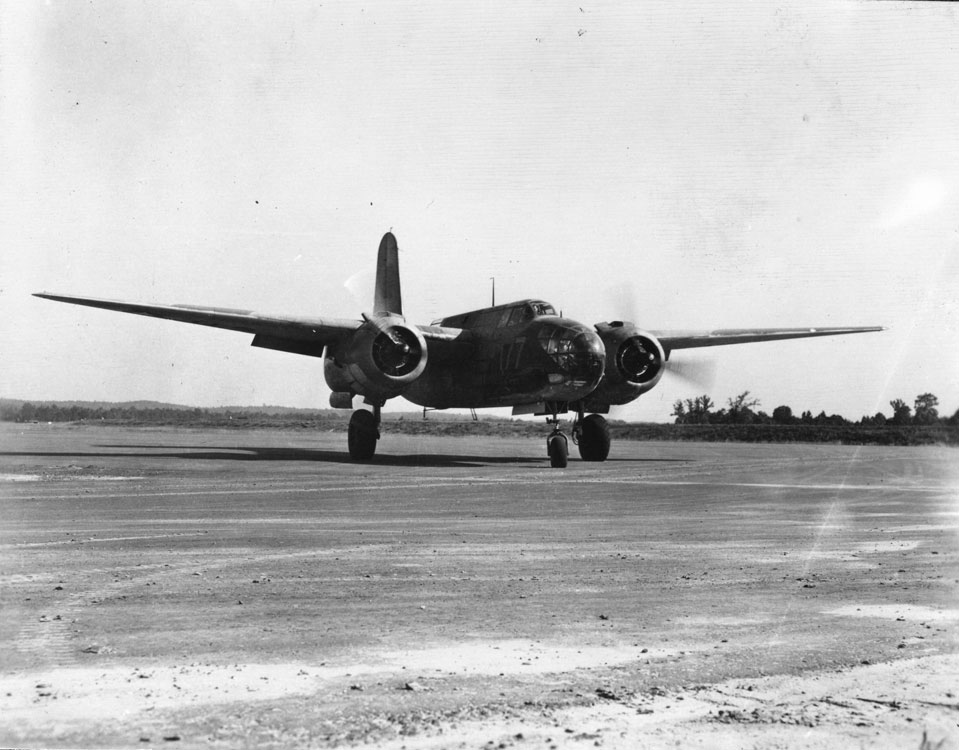
Самолёт B-25

- 50-я дальне-бомбардировочная авиационная дивизия;
- 50-я авиационная дивизия дальнего действия;
- 50-я бомбардировочная авиационная дивизия;
- 50-я бомбардировочная авиационная Крымская дивизия;
- 50-я бомбардировочная авиационная Крымская Краснознамённая дивизия;
- Войсковая часть (полевая почта) 15417.

## История и боевой путь дивизии
Дивизия переформирована в 50-ю бомбардировочную авиационную дивизию из 50-й авиационной дивизии дальнего действия 26 декабря 1944 года в соответствии Директивой Генерального Штаба орг.10/315706 от 26 декабря 1944 года, а 7-й авиационный корпус дальнего действия переформирован в 3-й гвардейский бомбардировочный авиационный корпус в соответствии с Постановлением ГКО СССР от 6 декабря 1944 года.
Состав дивизии на начало декабря 1944 года:
- Управление (Чемеровцы);
- 5-й гвардейский бомбардировочный авиационный Севастопольский полк (Чемеровцы);
- 24-й гвардейский бомбардировочный авиационный Севастопольский полк (Турчинцы)
- 333-й бомбардировочный авиационный полк (Сутиски).

В конце декабря состав дивизии изменился, из состава дивизии переданы:
- 5-й гвардейский бомбардировочный авиационный Севастопольский полк 28 декабря 1944 года в состав 11-й гвардейской бомбардировочной авиационной Орловской Краснознамённой дивизии;
- 24-й гвардейский бомбардировочный авиационный Севастопольский полк 28 декабря 1944 года в состав 36-й бомбардировочной авиационной Смоленской Краснознамённой дивизии.

В состав дивизии вошли:
- 26-й гвардейский бомбардировочный авиационный Брестский полк. В январе 1945 года полк получил самолёты North American B-25 Mitchell;
- 111-й бомбардировочный авиационный полк на самолётах North American B-25 Mitchell, переформирован из 111-го авиационного полка ночных охотников-блокировщиков дальнего действия.

В марте 1945 года дивизия базировалась:
- управление дивизии — Ново-Вилейка;
- 26-й гвардейский бомбардировочный авиационный полк — аэродром Кивишки;
- 111-й бомбардировочный авиационный полк — аэродром Кивишки;
- 333-й бомбардировочный авиационный полк — аэродром Балбасово;

В марте дивизия бомбила порты Данциг и Пилау, города Кёнигсберг и Гдыня. Экипажти работали в сложных метеорологических условиях. По состоянию на 19 марта боевой состав дивизии включал: самолётов — 65, в боевой готовности — 59, всего экипажей — 43, в боевой готовности — 21. В третьей декаде марта боевая работа велась менее интенсивно из-за сложных метеорологических условий и отсутствия горючего. В 111-м бап 21 марта взамен убывшего командира полка Героя Советского Союза Мосолова Александра Ильича прибыл новый командир — подполковник Аркатов. Всего за март 1945 года дивизия произвела 84 самолётовылета, сброшено 281 бомба общим весом 29100 кг, потерян 1 самолёт:

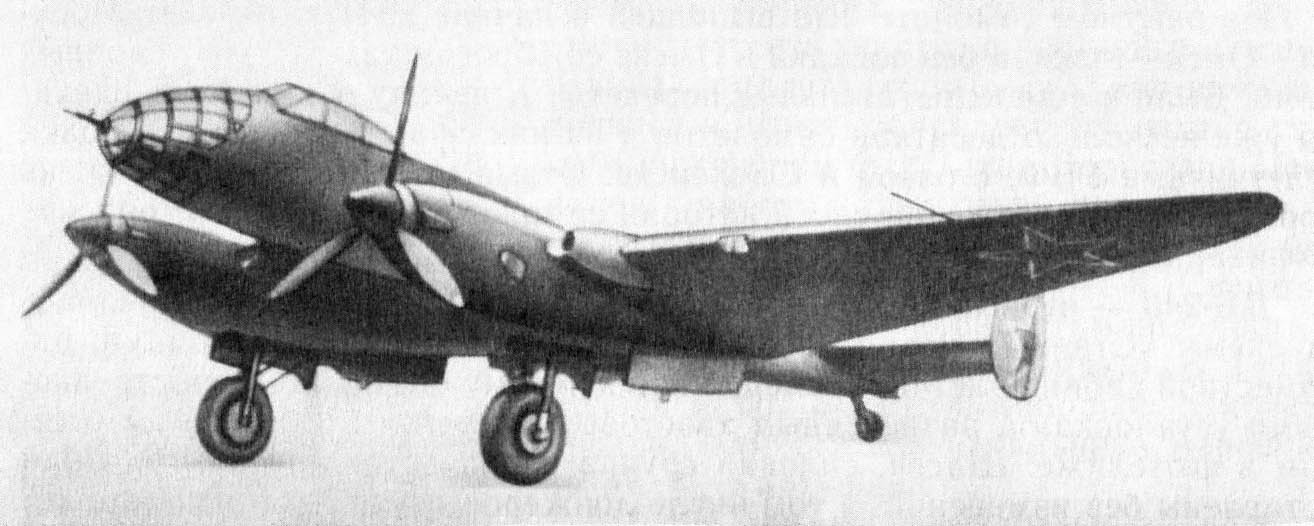
Самолёт Ер-2, на котором летал 333-й полк

На заключительном этапе войны в апреле 1945 года дивизия участвовала в разгроме противника под Кёнигсбергом, на кюстринском плацдарме и в Берлинской наступательной операции. Ежедневно командиром корпуса ставилась задача по нанесению ударов с воздуха по Пилау и Кёнигсбергу. В связи со сложными метеорологическими условиями дивизия с 1 по 7 апреля не летала. Только 7 апреля была выполнена поставленная боевая задача.
Дивизия выполняла задачи составом двух полков. 333-й бомбардировочный авиационный полк в апреле 1945 года исправных самолётов Ер-2 не имел, полк в боевых действиях не участвовал. При передаче полка в 3-й гвардейский бак командование 6-го авиакорпуса всех подготовленных техников и механиков забрало к себе, оставив полк практически без специалистов по самолёту Ер-2. В июле 1945 года полк приказом командующего 18-й воздушной армии был передан в состав 48-й бад. К концу 1945 года в полку имелось по шесть бомбардировщиков Ер-2 и Ли-2.
В середине апреля 1945 года дивизия перебазировалась на новый аэродромный узел Говорово, при этом 333-й полк остался на своём аэродроме — Балбасово, а управление дивизии, 26-й гвардейский и 111-й бомбардировочные авиационные полки перебазировались на аэродром Говорово.
20 апреля дивизии поставлена боевая задача по уничтожению живой силы и техники на северной и северо-восточной окраине Берлина. Бомбометание производилось ночью бомбами ФАБ-500 (ФАБ-250) с высоты 10160 футов (3100 м) после постановки САБ. В последующие дни дивизия продолжала боевые действия по разгрому берлинской группировки противника. 28 апреля дивизия бомбила порт Штральзунд на севере Германии. Всего за апрель дивизия выполнила 248 боевых вылетов, сброшена 941 бомба общим весом 214 840 кг, боевые потери — 1 самолёт (экипаж погиб).

### Участие в операциях и битвах
- Кёнигсбергская операция[1] — с 6 апреля 1945 года по 9 апреля 1945 года.
- Висло-Одерская стратегическая наступательная операция[1] — с 30 января 1945 года по 9 февраля 1945 года.
- Берлинская операция[1] — с 16 апреля 1945 года по 8 мая 1945 года.

### В действующей армии
В составе действующей армии дивизия находилась с 26 декабря 1944 года по 9 мая 1945 года.

### Командир дивизии
| Звание                | Имя                      | Период                                  | Примечание |
| --------------------- | ------------------------ | --------------------------------------- | ---------- |
| Генерал-майор авиации | Меньшиков Фёдор Иванович | 26 декабря 1944 года — 1 июня 1946 года |            |

### В составе объединений
| Дата          | Армия                               | Корпус                                              | Примечание     |
| ------------- | ----------------------------------- | --------------------------------------------------- | -------------- |
| 26.12.1944 г. | 18-я воздушная армия                | 3-й гвардейский бомбардировочный авиационный корпус |                |
| 01.04.1946 г. | 1-я воздушная армия дальней авиации | 3-й гвардейский бомбардировочный авиационный корпус |                |
| 01.06.1946 г. | 1-я воздушная армия дальней авиации |                                                     | расформирована |

## Послевоенная история дивизии
После окончания войны дивизия вместе с корпусом перебазировалась с аэродромного узла Минск-Мазовецкий на Бобруйский аэродромный узел. С апреля 1946 года корпус в составе 1-й воздушной армии дальней авиации, созданной на базе 3-й воздушной армии.
В мае 1946 года дивизия расформирована.

## Части и отдельные подразделения дивизии
За весь период своего существования боевой состав дивизии оставался постоянным:
| Период                     | Наименование                                        | Вооружение                                                                                        |
| -------------------------- | --------------------------------------------------- | ------------------------------------------------------------------------------------------------- |
| 26.12.1944 — 15.12.1945 г. | 26-й гвардейский бомбардировочный авиационный полк  | North American B-25 Mitchell, переименован в 199-й гвардейский бомбардировочный авиационный полк. |
| 26.12.1944 — 01.05.1946 г. | 199-й гвардейский бомбардировочный авиационный полк | North American B-25 Mitchell, расформирован                                                       |
| 26.12.1944 — 05.04.1946 г. | 111-й бомбардировочный авиационный полк             | North American B-25 Mitchell, передан в прямое подчинение 1-й воздушной армии дальней авиации     |
| 26.12.1944 — 01.08.1945 г. | 333-й бомбардировочный авиационный полк             | Ер-2, Ли-2, передан в 48-ю бад                                                                    |

## Награды
- 50-я бомбардировочная авиационная Крымская дивизия Указом Президиума Верховного Совета СССР от 11 июня 1945 года награждена орденом «Боевого Красного Знамени».
- 26-й гвардейский бомбардировочный авиационный Брестский полк Указом Президиума Верховного Совета СССР от 11 июня 1945 года награждён орденом «Суворова III степени».

## Отличившиеся воины дивизии
- Чернопятов Георгий Владимирович, гвардии майор, заместитель командира 26-го гвардейского бомбардировочного авиационного полка 50-й бомбардировочной авиационной дивизии 3-го гвардейского бомбардировочного авиационного корпуса 18-й воздушной армии Указом Президиума Верховного Совета СССР от 15 мая 1946 года удостоен звания Герой Советского Союза. Посмертно.

## Благодарности Верховного Главного Командования
Воинам дивизии в состав корпуса объявлены благодарности:
- За овладение городом Клайпеда[9]
- За овладение городом и военно-морской базой Гдыня[10]
- За разгром группы немецких войск юго-западнее города Кёнигсберг[11]
- За овладение городом и крепостью Гданьск[12]
- За овладение городом и крепостью Кёнигсберг[11]
- За овладение городами Франкфурт-на-Одере, Вандлитц, Ораниенбург, Биркенвердер, Геннигсдорф, Панков, Фридрихсфельде, Карлсхорст, Кепеник и вступление в столицу Германии город Берлин[13]
- За овладение городом Берлин[14]
- За овладение портом и военно-морской базой Свинемюнде[15]